# Nimbomollisia macrospora
Nimbomollisia macrospora är en svampart som först beskrevs av Petter Adolf Karsten, och fick sitt nu gällande namn av John Axel Nannfeldt 1983. Enligt Catalogue of Life ingår Nimbomollisia macrospora i släktet Nimbomollisia, ordningen disksvampar, klassen Leotiomycetes, divisionen sporsäcksvampar och riket svampar, men enligt Dyntaxa är tillhörigheten istället släktet Nimbomollisia, familjen Dermateaceae, ordningen disksvampar, klassen Leotiomycetes, divisionen sporsäcksvampar och riket svampar. Arten är reproducerande i Sverige. Inga underarter finns listade i Catalogue of Life.
I den svenska databasen Dyntaxa används istället namnet Hysteropezizella macrospora för samma taxon.  Arten är reproducerande i Sverige.